# Paolo Zanini

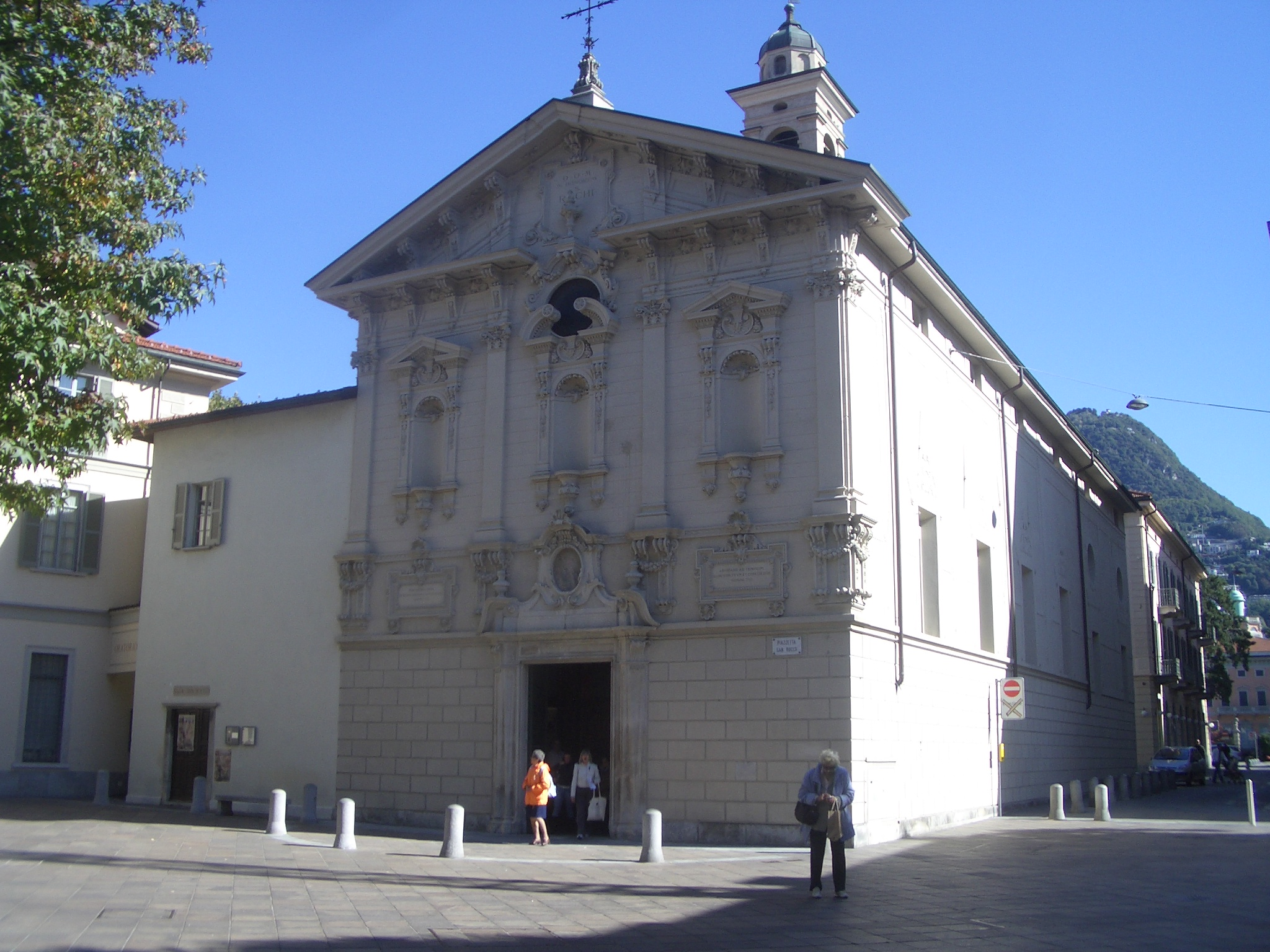
Die Fassade von San Rocco, Lugano, 1909–10

Paolo Zanini (* 7. April 1871 in Cavergno; † 7. Mai 1914 in Lugano) war ein Schweizer Architekt.

## Ausbildung und Karriere
Zanini studierte an der Accademia di Belle Arti di Brera in Mailand, wo er sein Diplom ablegte. Seine Bauten sind teils eklektizistisch, teils einem nüchternen Jugendstil (stile Liberty) verpflichtet. Ab den späten 1890er Jahren bis zu Beginn des Ersten Weltkriegs baute er im ganzen Tessin eine Vielzahl von Villen, Wohn- und Geschäftshäusern und erledigte einige Planungen im Sakralbau. Die bedeutendste davon ist die Neugestaltung der Fassade von San Rocco an der Piazza Maghetti in Lugano. Bedeutend ist auch die Villa Farinelli in Muralto, ein palastartiger Bau, in dem 1925 Mussolini bei den Verhandlungen zu den Verträgen von Locarno logierte.

## Werke (Auswahl)

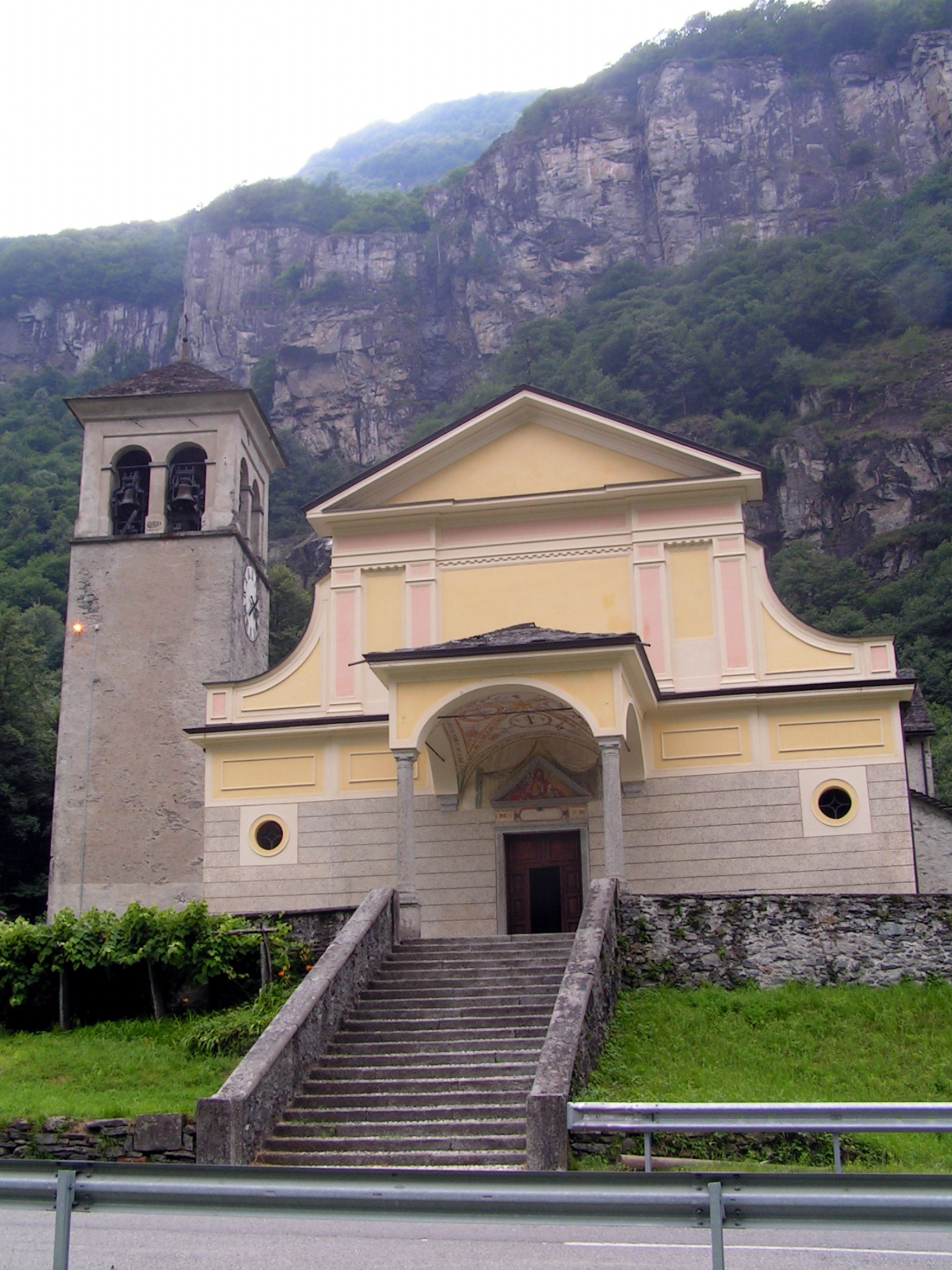
Santa Maria Assunta und San Giovanni Battista, Umbau, Cevio 1904

- Villa Farinelli, Via Sempione 3, Muralto 1896
- Friedhof, Via Trevano, Lugano 1897–99
- Festsaal, Via Saleggio 10, Locarno 1901
- Farinelli-Kapelle, Friedhof Via Vallemaggia, Locarno 1902
- Zwei Altäre, Chiesa di S. Bernardo, Locarno 1901, 1903
- Diözesanseminar San Carlo, Via Soldino 9, Lugano 1903 (umgebaut)
- Villa Angelo Conti, Via Castausio 11, Lugano 1903
- Altstadthaus, Totalumbau, Via Canova 6, Lugano 1903
- Altar, Chiesa della Beata Vergine dello Stradone, Via Madonnetta 13, Lugano 1904
- Santa Maria Assunta und San Giovanni Battista, Umbau, Cevio 1904
- Mehrfamilienhaus, Corso Pestalozzi 1, Lugano 1904
- Mehrfamilienhaus, Via Pasquale Lucchini 3, Lugano 1903–05
- Wohnhaus mit Ladengeschäften, Via Franchino Rusca 6, Locarno 1905
- Gasthof Bellariva, Riva Antonio Caccia 9, Lugano 1905
- Mehrfamilienhaus, Viale Cassarate 5, Lugano 1905
- Palazzina, Umbau, Via Franchino Rusca 2, Locarno 1906–07
- Palazzo 1909, Via Pretorio 1, Lugano, 1908
- Villa Moretti, Via Rinaldo Simen 6, Locarno, 1908
- Wohn- und Geschäftshaus, Viale di Stazione 21–25, Bellinzona 1908–10
- Mehrfamilienhaus, Via Cantonale 14, Lugano 1909
- San Rocco, Piazza Maghetti, Fassadenrenovation, Lugano 1909–10